# Supercopa espanyola de waterpolo masculina
|  | Aquest article tracta sobre la competició masculina. Si cerqueu la competició femenina, vegeu «Supercopa espanyola de waterpolo femenina». |

La Supercopa espanyola de waterpolo masculina, anomenada com Supercopa d'Espanya PREEMAT Masculina per motius comercials, és una competició esportiva de clubs espanyols de waterpolo, creada la temporada 2001. Organitzada per la Reial Federació Espanyola de Natació, hi competeixen els campions de Lliga i de Copa de la temporada anterior, o en el cas de coincidir el mateix equip, el subcampió de Copa.
Els dominadors de la competició són els clubs catalans, destacant el Club Natació Atlètic-Barceloneta amb divuit títols i el Club Natació Sabadell amb quatre.

## Historial
| En negreta = Equip guanyador (1) = Nombre de campionats |

| Edició | Temp.   | Data       | Campió                      | Resultat | Subcampió              | Seu                                      | refs  |
| ------ | ------- | ---------- | --------------------------- | -------- | ---------------------- | ---------------------------------------- | ----- |
| I      | 2001-02 | 09-12-2001 | CN Atlètic-Barceloneta (1)  | 8-6      | Real Canoe NC          | Piscina Parque Deportivo Ebro, Saragossa |       |
| II     | 2002-03 | 05-10-2002 | CN Sabadell (1)             | 6-4      | CN Barcelona           | Piscina Pere Serrat, Barcelona           |       |
| III    | 2003-04 | 01-11-2003 | CN Atlètic-Barceloneta (2)  | 13-9     | CN Barcelona           | Piscina Parque Deportivo Ebro, Saragossa |       |
| IV     | 2004-05 | 09-10-2004 | CN Atlètic-Barceloneta (3)  | 6-5      | CN Barcelona           | Piscina Pere Serrat, Barcelona           |       |
| V      | 2005-06 | 29-10-2005 | CN Sabadell (2)             | 8-5      | CN Barcelona           | Piscina Pere Serrat, Barcelona           |       |
| VI     | 2006-07 | 12-10-2006 | CN Atlètic-Barceloneta (4)  | 14-8     | CN Sabadell            | Piscina Pere Serrat, Barcelona           |       |
| VII    | 2007-08 | 29-09-2007 | CN Atlètic-Barceloneta (5)  | 14-5     | CN Terrassa            | Piscina CN Manresa                       |       |
| VIII   | 2008-09 | 04-10-2008 | CN Atlètic-Barceloneta (6)  | 17-6     | CN Sant Andreu         | Piscina Pere Serrat, Barcelona           |       |
| IX     | 2009-10 | 11-10-2009 | CN Atlètic-Barceloneta (7)  | 11-4     | CN Terrassa            | Piscina CN Terrassa                      |       |
| X      | 2010-11 | 16-10-2010 | CN Atlètic-Barceloneta (8)  | 11-7     | CN Sabadell            | Piscina Sant Sebastià, Barcelona         |       |
| XI     | 2011-12 | 08-10-2011 | CN Atlètic-Barceloneta (9)  | 14-6     | CN Barcelona           | Piscina CN Molins de Rei                 | [ 3 ] |
| XII    | 2012-13 | 30-09-2012 | CN Sabadell (3)             | 9-7      | CN Atlètic-Barceloneta | Piscina Can Llong, Sabadell              |       |
| XIII   | 2013-14 | 12-10-2013 | CN Atlètic-Barceloneta (10) | 14-7     | Real Canoe NC          | Piscina Sant Sebastià, Barcelona         |       |
| XIV    | 2014-15 | 27-09-2014 | CN Sant Andreu (1)          | 13-12    | CN Atlètic-Barceloneta | Piscina Pere Serrat, Barcelona           |       |
| XV     | 2015-16 | 26-09-2015 | CN Atlètic-Barceloneta (11) | 12-9     | CE Mediterrani         | Piscina Carles Ibars, Sabadell           |       |
| XVI    | 2016-17 | 09-10-2016 | CN Atlètic-Barceloneta (12) | 12-5     | CN Sabadell            | Piscina Carles Ibars, Sabadell           |       |
| XVII   | 2017-18 | 24-09-2017 | CN Atlètic-Barceloneta (13) | 9-4      | CN Terrassa            | Piscina Pere Serrat, Barcelona           |       |
| XVIII  | 2018-19 | 23-09-2018 | CN Atlètic-Barceloneta (14) | 13-6     | CN Terrassa            | Piscina Pere Serrat, Barcelona           |       |
| XIX    | 2019-20 | 21-09-2019 | CN Atlètic-Barceloneta (15) | 19-8     | CE Mediterrani         | Piscina CN Terrassa                      | [ 2 ] |
| XX     | 2020-21 | 11-10-2020 | Astralpool CN Sabadell (4)  | 10-9     | CN Barcelona           | Piscina Can Llong, Sabadell              | [ 4 ] |
| XXI    | 2021-22 | 25-09-2021 | CN Atlètic-Barceloneta (16) | 11-8     | CN Barcelona           | Piscina de l'UE Horta, Barcelona         | [ 5 ] |
| XXII   | 2022-23 | 22-10-2022 | CN Atlètic-Barceloneta (17) | 8-7      | Astralpool CN Sabadell | Piscina Can Llong, Sabadell              | [ 6 ] |
| XXIII  | 2023-24 | 12-10-2023 | CN Atlètic-Barceloneta (18) | 10-5     | Astralpool CN Sabadell | Piscina Sant Sebastià, Barcelona         | [ 7 ] |

## Palmarès
| Equip                            | Campió | Subcampió | Finals | Anys campió | Anys subcampió                                                |
| -------------------------------- | ------ | --------- | ------ | --- | ------------------------------------------------------------- |
| Club Natació Atlètic-Barceloneta | 18     | 2         | 20     | 2001-02, 2003-04, 2004-05, 2006-07, 2007-08, 2008-09, 2009-10, 2010-11, 2011-12, 2013-14, 2015-16, 2016-17, 2017-18, 2018-19, 2019-20, 2021-22, 2022-23, 2023-24 | 2012-13, 2014-15                                              |
| Club Natació Sabadell            | 4      | 5         | 9      | 2002-03, 2005-06, 2012-13, 2020-21 | 2006-07, 2010-11, 2016-17, 2022-23, 2023-24                   |
| Club Natació Sant Andreu         | 1      | 1         | 2      | 2014-15 | 2008-09                                                       |
| Club Natació Barcelona           | 0      | 7         | 7      | — | 2002-03, 2003-04, 2004-05, 2005-06, 2011-12, 2020-21, 2021-22 |
| Club Natació Terrassa            | 0      | 4         | 4      | — | 2007-08, 2009-10, 2017-18, 2018-19                            |
| Real Canoe Natación Club         | 0      | 2         | 2      | — | 2001-02, 2013-14                                              |
| Club Esportiu Mediterrani        | 0      | 2         | 2      | — | 2015-16, 2019-20                                              |